# Circonscription Italie insulaire
 (signalé en mai 2025).
Si vous disposez d'ouvrages ou d'articles de référence ou si vous connaissez des sites web de qualité traitant du thème abordé ici, merci de compléter l'article en donnant les références utiles à sa vérifiabilité et en les liant à la section « Notes et références ».
- Archive Wikiwix
- Bing
- Cairn
- DuckDuckGo
- E. Universalis
- Gallica
- Google
- G. Books
- G. News
- G. Scholar
- Persée
- Qwant
- (zh) Baidu
- (ru) Yandex
- (wd) trouver des œuvres sur Wikidata

La circonscription Italie insulaire (Circoscrizione Italia insulare) est une des cinq circonscriptions électorales italiennes, utilisée tous les cinq ans depuis juin 1979 dans le cadre des élections européennes pour désigner, par une élection au suffrage universel direct, un nombre variable, sept ou huit (six en 2009) des soixante-treize eurodéputés auxquels peut prétendre l'Italie, en vertu du traité de Lisbonne, parmi les 751 membres du Parlement européen.
Cette circonscription regroupe les deux régions de Sardaigne et de Sicile. Les bulletins de vote sont de couleur rose.
Les circonscriptions ne sont utilisées que pour désigner les élus, mais la représentation proportionnelle est calculée quant à elle au niveau national. Ainsi, le rapport de population étant défavorable aux électeurs de Sardaigne, les représentants se trouvent de facto être tous siciliens ; face à ce déséquilibre, le ministre de l'intérieur Roberto Maroni avait proposé de scinder cette circonscription en deux, proposition qui n'a pas été retenue.

## Élections européennes de 2009
| Nom                                  | Parti                   | Groupe au Parlement |
| ------------------------------------ | ----------------------- | ------------------- |
| Rosario Crocetta Francesca Barracciu | Parti démocrate         | S&D                 |
| Rita Borsellino                      | Parti démocrate         | S&D                 |
| Salvatore Iacolino                   | Le Peuple de la liberté | PPE                 |
| Giovanni La Via                      | Le Peuple de la liberté | PPE                 |
| Saverio Romano                       | Union de Centre         | PPE                 |
| Giommaria Uggias                     | Italie des Valeurs      | ADLE                |